# 磯村アメリ
磯村 アメリ（いそむら アメリ、2016年10月13日 - ）は、日本の子役。東京都出身。

## 人物
2020年にウォーターブルーに所属し子役としての活動を開始。2024年にはNHKの連続テレビ小説「おむすび」でヒロイン米田結の幼少期を演じた。
2025年7月31日をもってウォーターブルーを退所。当面はフリーで活動する。

## 出演

### テレビドラマ
- 70才、初めて産みますセブンティウイザン。（2020年、NHK BSプレミアム）- 江月みらい 役
- 彼女はキレイだった（2021年、フジテレビ）- 長谷部澪 役
- 邪神の天秤 公安分析班（2022年、WOWOW）- 宮内仁美 役（幼少期）
- NICE FLIGHT! 第3話（2022年8月5日、テレビ朝日）- 女の子 役
- しもべえ 特別版（2022年、NHK BSプレミアム・BS4K）- 多田の娘 役
- 警視庁・捜査一課長 season6 第5話（2022年5月12日、テレビ朝日）- 幸田早芽 役（幼少期）
- 終着駅シリーズ 第38作「十月のチューリップ」（2022年12月22日、テレビ朝日）- 絵美の娘 役
- 夫婦円満レシピ〜交換しない?一晩だけ〜 第3話（2022年10月20日、テレビ東京）- 森尾千絵 役
- 最果てから、徒歩5分#6（2022年、BSテレビ東京）- 馬場結 役
- PICU 小児集中治療室 第1話（2022年、フジテレビ）- 神崎鏡花 役
- 星降る夜に #1（2023年、テレビ朝日）- 雪宮鈴 役（幼少期）
- しょうもない僕らの恋愛論 Our Little Love Story #1（2023年、読売テレビ）- 小学生妹 役
- 夕暮れに、手をつなぐ #2（2023年、TBS）- 女の子 役
- リエゾン -こどものこころ診療所- #6（2023年、テレビ朝日）- 宮内美桜 役
- 沼る。港区女子高生（2023年、日本テレビ）倉石えな 役（幼少期）[4]
- おもかげ（2023年3月27日、NHK BS4K）- 大野瑠璃 役
- 弁護士ソドム 第1話（2023年4月28日、テレビ東京）- 女の子 役
- 波よ聞いてくれ #3,8（2023年、テレビ朝日）- 太宰花 役[5]
- 0.5の男 #4（2023年、WOWOW）- 岸田の娘 役
- こっち向いてよ向井くん #3（2023年、日本テレビ） - 子供 役
- あきない世傳 金と銀 第1話（2023年12月8日、NHK BS・BSプレミアム4K）- 結 役（幼少期）
- デフ・ヴォイス 法廷の手話通訳士（2023年、NHK総合・BSプレミアム4K）- 安斎美和 役
- 離婚しない男-サレ夫と悪嫁の騙し愛-（2024年、テレビ朝日）- 岡谷心寧 役[6]
- アイドル失格（2024年、BS松竹東急）- 小野寺実々花 役（幼少期）
- 瓜を破る〜一線を越えた、その先には（2024年、TBS）- 染井日菜子 役
- アンチヒーロー（2024年4月14日 - 6月16日、TBS）- 紗耶 役（幼少期）
- ダブルチート 偽りの警官 Season1 第7話（2024年6月7日、テレビ東京・WOWOW） - みつき 役
- 連続テレビ小説 「おむすび」（2024年9月30日 - 12月3日、NHK総合） - 米田結 役（幼少期）
- あのクズを殴ってやりたいんだ（2024年10月8日 - 12月10日、TBS） - 佐藤美々 役[7]
- 孤独のグルメ2024大晦日スペシャル（2024年12月31日、テレビ東京） - 片山結衣 役
- ホンノウスイッチ（2025年1月11日 - 3月15日、テレビ朝日） - 星小和 役（幼少期）[8]
- キャスター（2025年4月13日  - 6月15日、TBS） - 崎久保華 役（幼少期）[9]
- 誘拐の日（2025年7月8日 - 、テレビ朝日） - 新庄汐里 役（幼少期）

### TV
- 第24回わが心の大阪メロディー（2024年11月5日、NHK総合）

### 配信ドラマ
- 忍びの家 House of Ninjas 第6話（2024年、Netflix） - 美月 役
- 【推しの子】（2024年11月28日 - 、Amazon Prime Video）- 黒川あかね 役（幼少期）

### 映画
- バンドワゴン（2022年）- 小さい女の子 役
- チェリまほ THE MOVIE 〜30歳まで童貞だと魔法使いになれるらしい〜（2022年）- 安達希子 役
- 夜を走る（2022年）- 谷口絢乃 役
- アキラとあきら（2022年）- 井口琴音 役
- サイド バイ サイド 隣にいる人（2023年4月14日）- 美々 役
- 水は海に向かって流れる（2023年6月9日）- 高島美由 役
- スイート・マイホーム（2023年9月1日、日活）- 清沢サチ 役[10]
- ラストマイル（2024年8月23日、東宝） - 松本七海 役
- 徒花（2024年）- 女の子役
- はたらく細胞（2024年12月13日、ワーナー・ブラザース映画） - 血小板 役[11]
- 【推しの子】（2024年12月20日、東映） - 黒川あかね（幼少期） 役

### CM
- バンダイ遊んで学べるシリーズ〜アンパンマン知育パッド〜（2020年）
- 三井住友海上あいおい生命保険「ミレイとミライ」（2022年）[2]
- Uber Eats で、いーんじゃない？　パパの誕生日篇（2023年）
- 鎌倉パスタ「種類の多さとシズル感/ママ友」編（2023年）
- Uber Eats で、いーんじゃない？　釣り篇（2023年）
- ベネッセ チャレンジ1年生 「5人に1人に選ばれてNo.1」篇（2023年）
- ローソン「今日のパン、どれにする？篇」（2023年）
- Uber Eats で、いーんじゃない？　セミナー篇（2023年）
- かどや製油「小豆島のかどやさん篇」（2023年）
- Uber Eats ピザハット篇（2023年）
- わかちあいリゾート　いくつも編（2023年）
- Uber Eats 引っ越し篇（2023年）
- Uber Eats ファミリー特割篇（2023年）
- スーモカウンター 「家づくり わからないが多すぎ」篇（2023年）
- あみだ池大黒 大阪花ラング「こちら大阪名物「大阪花ラング」です。篇」（2024年）

## MV
- Official髭男dism 「Subtitle」（2022年）
- the hollows 「真昼の月」（2022年）- ソニ 役
- NakamuraEmi「ふふ」（2020年）